# 슈퍼노바 (마블 코믹스)
슈퍼노바(Supernova)는 마블 코믹스가 출판하는 만화책의 등장인물이다. 첫 등장은 Avengers vol 1 #301 (1976년)이다. 가산 살(Garthan Saal)이라는 이름으로도 잘 알려진 이 등장인물은 잔다르에 거주하는 노바코어의 일원이다. 2014년 영화 《가디언즈 오브 갤럭시》에는 피터 세러피너위치가 연기한다.